# Sundtjärnen (Karlanda socken, Värmland)
Sundtjärnen är en sjö i Årjängs kommun i Värmland och ingår i Göta älvs huvudavrinningsområde. Sjöns area är 0,016 kvadratkilometer och den befinner sig 212 meter över havet.